# La Bataille de la villa Fiorita
Pour plus de détails, voir Fiche technique et Distribution.
La Bataille de la villa Fiorita (The Battle of the Villa Fiorita) est un film britannique réalisé par Delmer Daves et sorti en 1965. Le scénario du film s'inspire du roman Villa Fiorita (it) de Rumer Godden.

## Synopsis
Moira Clavering est une excellente épouse et heureuse mère de deux enfants, Michael et Debbie. Un jour, lors d'un concert, elle rencontre et tombe amoureuse de Lorenzo Tassara, un pianiste italien fascinant. Elle quitte son mari et ses enfants pour emménager avec son nouvel amour dans sa grande villa au lac de Garde, la villa Fiorita. Michael convainc Debbie de s'enfuir à la villa pour aller chercher leur mère et la force à vendre son précieux poney pour payer le voyage.  
À leur arrivée, Lorenzo téléphone à leur père et les informe qu'il renverra les deux enfants à la maison. Cependant, Michael tombe malade et Lorenzo est obligé de les accueillir tous les deux. Tout comme les deux autres enfants, Donna, la fille de Lorenzo n'est pas du tout satisfaite du nouvel amour de son père. Les trois enfants décident ainsi de s'allier dans le but de briser l'histoire d'amour entre Moira et Lorenzo. Debbie s'associe à Donna pour inciter Moira à retourner en Grande-Bretagne. Une grève de la faim des filles s'ensuit mais échoue et aboutit à ce que Moira gifle Debbie et Lorenzo donne une fessée à Donna. Lorenzo décide finalement de renvoyer les enfants à la maison mais Michael et Donna tentent de s'enfuir sur un voilier pendant une tempête. Après que les deux se sont presque noyés, Moira et Lorenzo conviennent qu'ils ont perdu la bataille, et une Moira au cœur brisé revient en Angleterre avec ses enfants.

## Fiche technique
- Titre : La Bataille de la villa Fiorita
- Titre original : The Battle of the Villa Fiorita
- Réalisation : Delmer Daves
- Scénario : Delmer Daves d'après un roman de Rumer Godden
- Production : Delmer Daves
- Société de production : Warner Bros. Pictures
- Musique : Mischa Spoliansky
- Photographie : Oswald Morris
- Montage : Bert Bates
- Direction artistique : Carmen Dillon
- Pays d'origine :  Royaume-Uni
- Langue : anglais
- Format : couleur par Technicolor — 2,35:1 Panavision — version mono — 35 mm
- Genre : Drame
- Durée : 111 minutes
- Dates de sortie : 
  -  États-Unis 26 mai 1965 (New York)
- Affiche : Raymond Elseviers (titre : Le Scandale de la villa Fiorita, Belgique)

## Distribution
- Maureen O'Hara : Moira
- Rossano Brazzi : Lorenzo
- Richard Todd : Darrell
- Phyllis Calvert : Margot
- Martin Stephens : Michael
- Elizabeth Dear : Debby
- Olivia Hussey : Donna
- Maxine Audley : Charmian
- Ursula Jeans : Lady Anthea
- Ettore Manni : Père Rossi
- Richard Wattis : Agent de voyage
- Finlay Currie : Emcee
- Clelia Matania : Celestina
- Rosi Di Pietro : Giuletta